# ترولتیندان
ترولتیندان (نروژی: Trolltindan) یا ترولریگن (نروژی: Trollryggen) که (همچنین ترولتیندین Trolltindene یا ترولتیندانه Trolltindane نوشته می‌شود) یک قله در امتداد خط‌الراس ترولتیندن در امتداد دره رومسدالن است. این شهر در شهرداری راوما در شهرستان موره او رومسدال نروژ واقع شده‌است. رودخانه راوما و بزرگراه جاده ئی۱۳۶ اروپا درست در شرق خط‌الراس در پایین دره قرار دارند.
جبهه شمالی قله بخشی از ترولوگن (دیوار ترول) - بلندترین صخره عمودی اروپا - است. بلندترین قله در آن خط‌الراس استوره ترولتیندن است که حدود ۷۰۰ متر (۲٬۳۰۰ فوت) در شمال قرار دارد. همچنین این قله بخشی از پارک ملی راینهیمن است.
در سال ۱۹۷۳ اولین صعود زمستانی بر روی ترولریگن (روی شمالی - دیوار ترول) توسط وویچه کورتیکا با مارک کیشیتسکی، ریشارد کوالوسکی، تادئوش پیوتروسکی (همگی از لهستان) انجام شد.